# アメデエ・フランソワ・フレジール

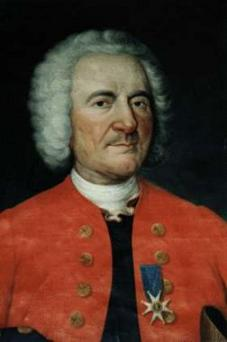
Amédée-François Frézier

アメデエ・フランソワ・フレジール（Amédée-François Frézier、1682年 – 1773年10月26日）はフランスの軍人、技術者である。南米を訪れ、イチゴの原種の一つ、Fragaria chiloensisなど、新大陸の果物をヨーロッパにもたらした。

## 生涯
サボイのChambéryに弁護士、教授でサボイ公の顧問を務めたピエール＝ルイ・フレジールの息子に生まれた。父親は法律を学ぶことを望んだが、科学と神学をパリで学び、航海術、天文学の研究をした。卒業後、イタリアに旅し、イタリアの美術、建築を学んだ。帰国後、軍に士官として入隊した。軍務は著作の執筆ができる時間の余裕があったので、フレジールは花火の技術をまとめた著書 "Traité des feux d’artifice pour le spectacle"を1706年に出版し、これは花火業者の標準的な教科書となり、フレジールは軍の技術部門に転任させることになった。
チリやペルーの要塞の防御の研究のために、前任者のルイ・フイレー（Louis Feuillée）の離任の4ヶ月後に南米に派遣された。水路の地図を作り、海岸沿いの主要な港と要塞の経度、緯度を測定した。フイレーのいくつかの間違いを指摘することにより、2人は対立することになった。
商人や旅行者を装って、スペインの知事などを訪れ、港のスケッチを行い、攻撃経路や、武器庫や避難路を調べ、スペイン人の入植地の防御の強さや原住民や、金銀の鉱山の状況を評価した。教会の活動や地域の動植物の分布状況や、農産品についても報告し、後にイチゴをヨーロッパに送った。フレジールの送ったイチゴの種は、当時のヨーロッパのイチゴに比べて大きく、美味なものであった。
1714年に帰国し、ルイ14世に地図を献じ、報奨金を得た。1719年にイスパニョーラ島（現サントドミンゴ）の強化のために派遣され、島の地図を作成し、サントドミンゴの街の計画を作った。マラリアにかかり、1728年にヨーロッパに戻った。
1714年に南米の見聞の報告、『南海の航海』（"Relation du voyage de la mer du Sud, aux côtes du Chili, du Pérou et de Brésil, fait pendant les années"）が出版され、すぐに多くのヨーロッパの言語に翻訳された。イギリスでは1717年にエドモンド・ハレーの注釈をつけて翻訳が出版された。他に著書として、"Réponse au P. Feuillée"やリマの地震を報じた"Lettre concernant l'histoire des tremblements de terre de Lima" がある。建築資材の材料取りに関する著書、"La Théorie et la Pratique de la Coupe des Pierres et des Bois pour la Construction des Voûtes et autre Parties des Bâtimens Civils & Militaires, ou Traité de Stéréotomie à l'Usage de l'Architecture"などもある。
1752年にフランス科学アカデミーの会員に選ばれた。

## 著書の画像

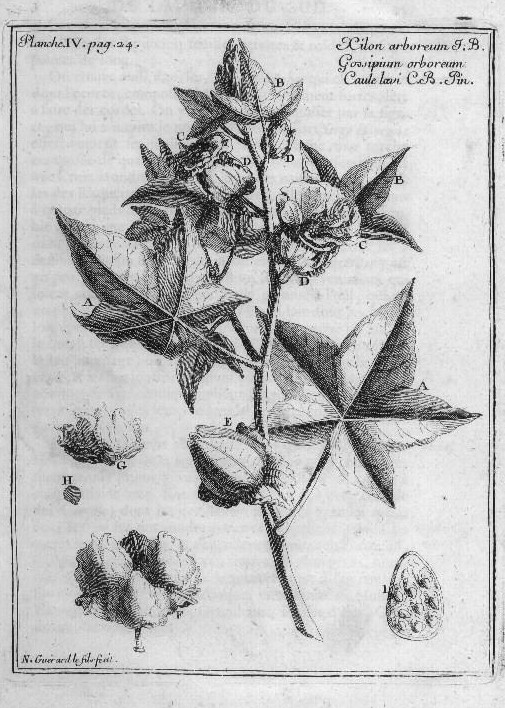
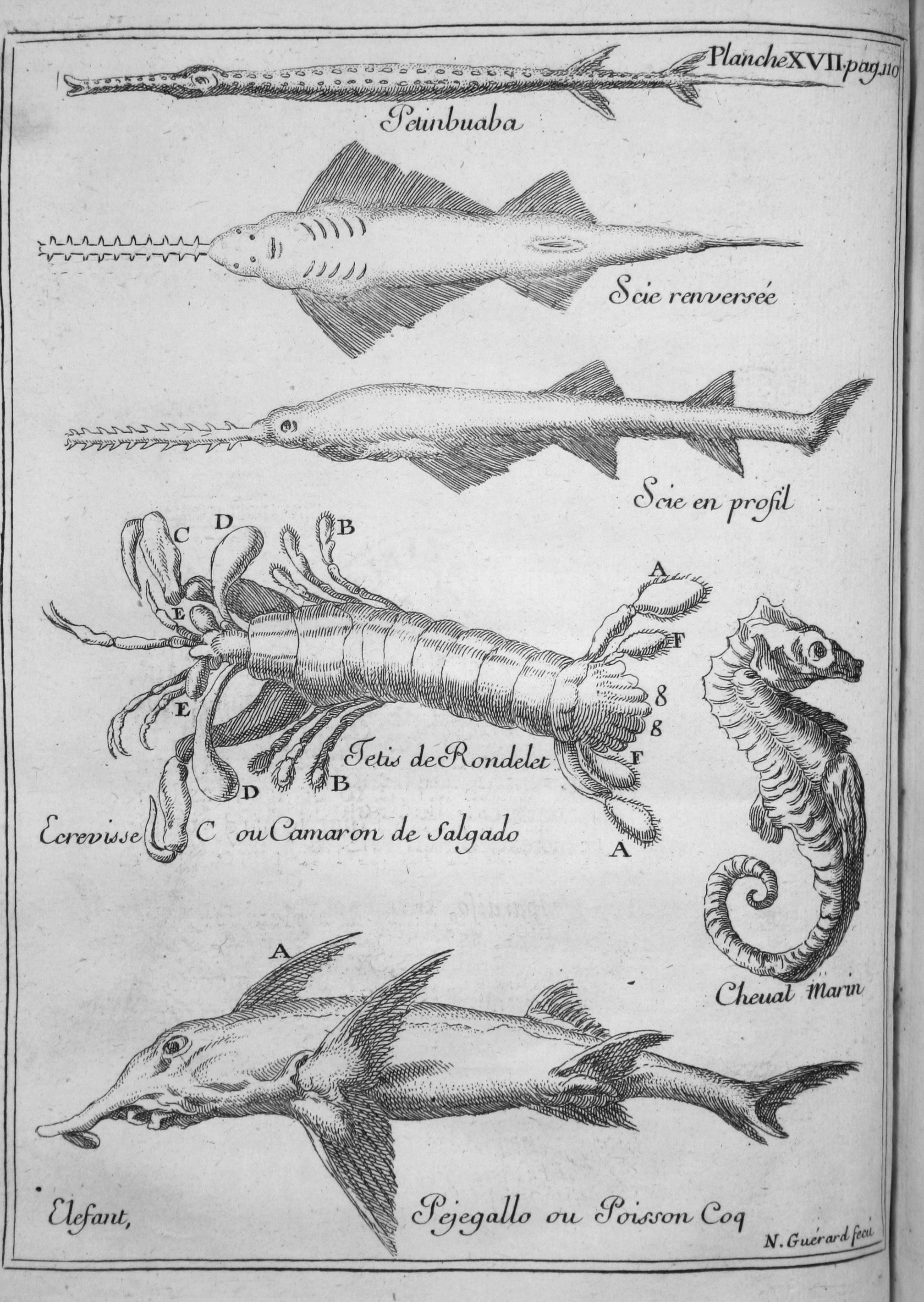
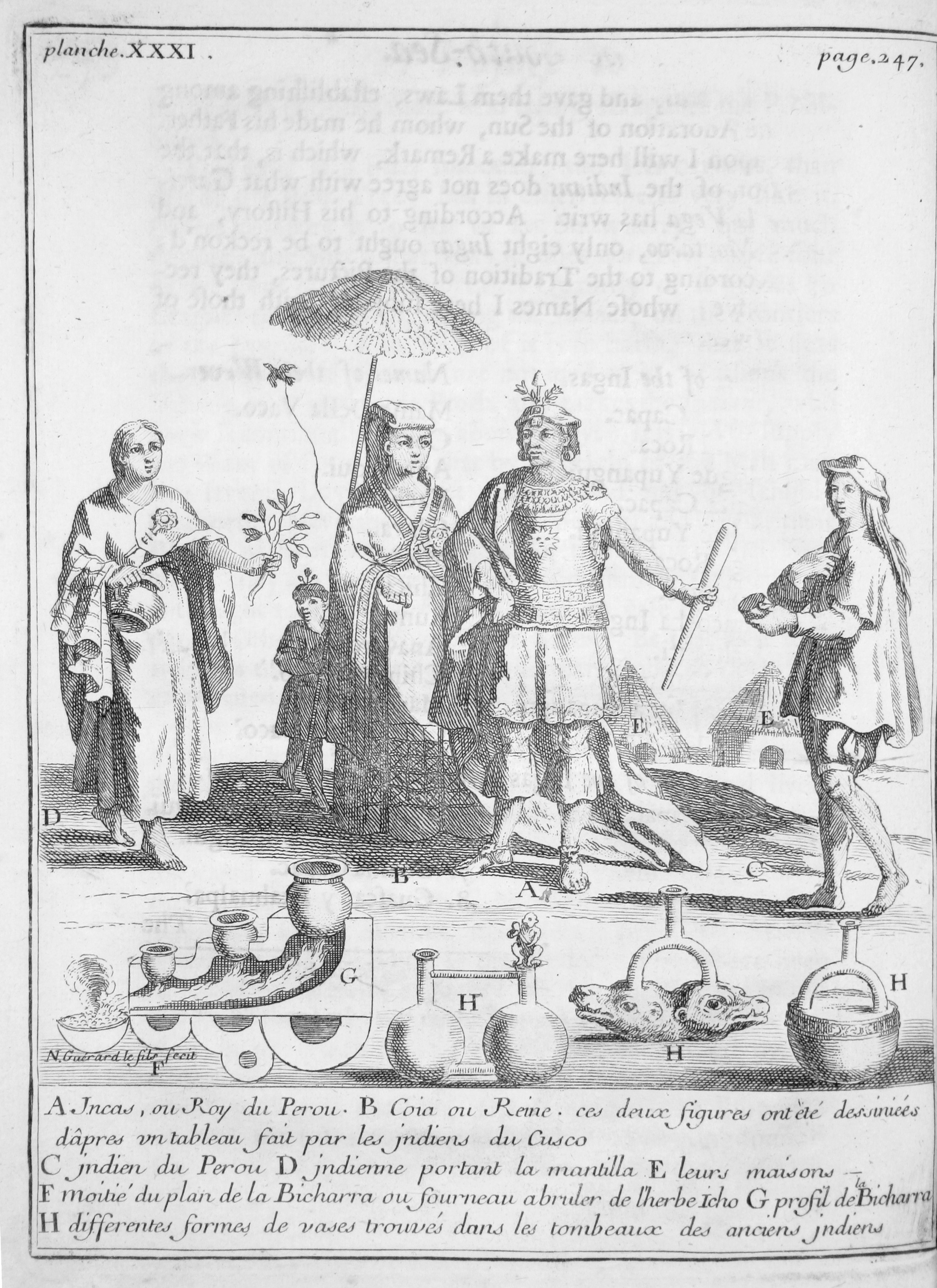
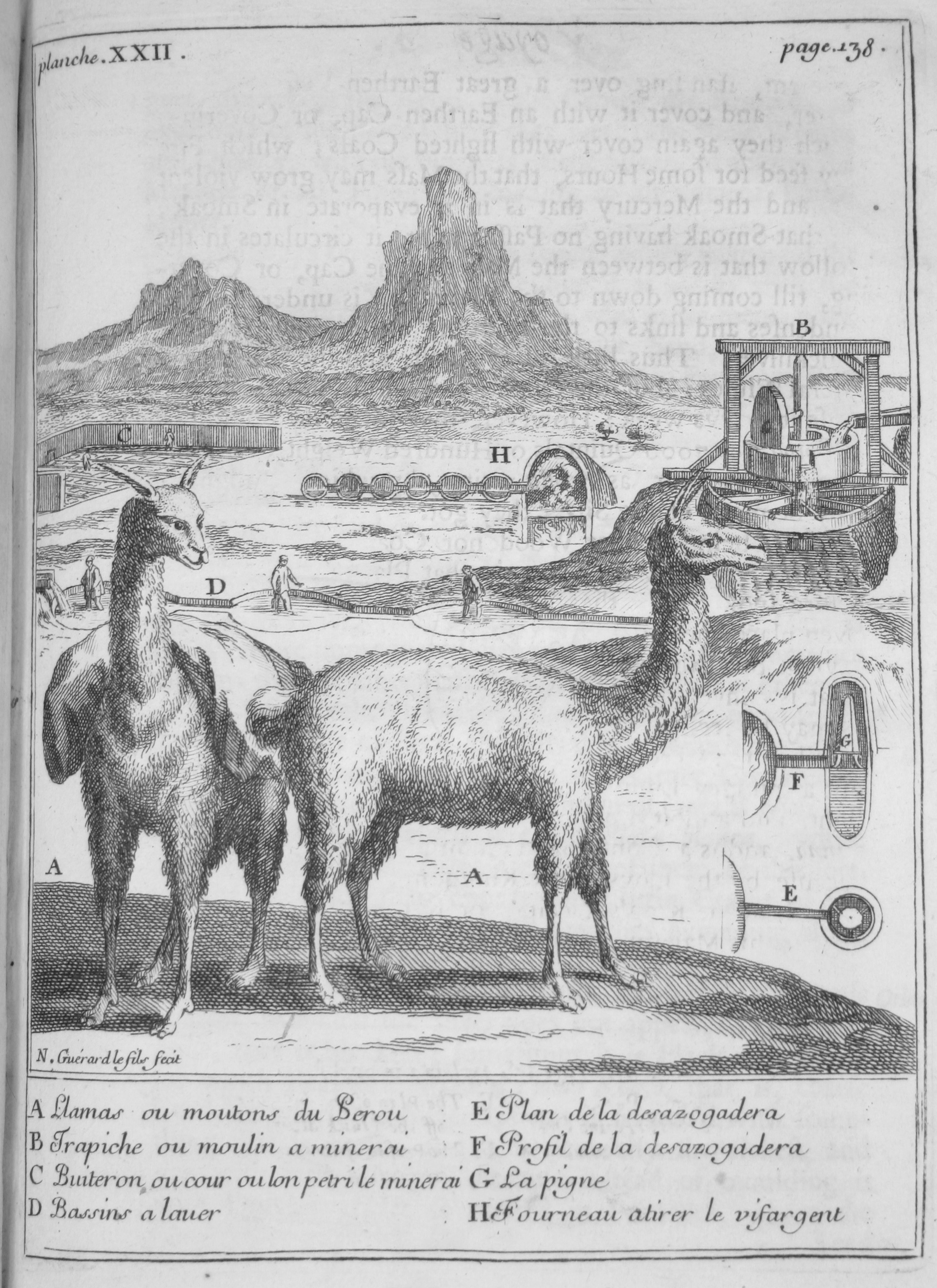